# Torkel Glad
Torkel Glad, född 22 oktober 1947 i Lund, är professor i reglerteknik vid Linköpings tekniska högskola sedan 1988.
Glad är medförfattare till flera böcker i ämnet reglerteknik, däribland Reglerteknik: grundläggande teori och Control Theory: Multivariable and Nonlinear Methods, båda med Lennart Ljung.